# کارل شیلر
کارل شیلر (Konzertierte Aktion؛ ۲۴ آوریل ۱۹۱۱ – ۲۶ دسامبر ۱۹۹۴) یک سیاست‌مدار و اقتصاددان اهل آلمان بود.